# Russula brunneomaculata
Russula brunneomaculata är en svampart som tillhör divisionen basidiesvampar, och som beskrevs av Herbert Kaufmann ined. Russula brunneomaculata ingår i släktet kremlor, och familjen kremlor och riskor. Arten är reproducerande i Sverige.